# Gand-Wevelgem 2023
La 85e édition de Gand-Wevelgem in Flanders Field, une course cycliste masculine sur route, a lieu le 26 mars 2023. Le parcours est tracé principalement dans la province de Flandre-Occidentale, en Belgique. 

## Présentation
Gand-Wevelgem fait partie du calendrier UCI World Tour 2023 en catégorie 1.UWT. Elle est organisée par le vélo club Het Vliegend Wiel et fait partie du calendrier de l'UCI World Tour depuis 2006.

### Équipes
Vingt-cinq équipes sont inscrites à la course, avec les dix-huit UCI WorldTeams et sept UCI ProTeams invitées. 
| WorldTeams (18)- AG2R Citroën Team - Alpecin-Deceuninck - Astana Qazaqstan Team - Bahrain Victorious - Bora-Hansgrohe - Cofidis - EF Education-EasyPost - Groupama-FDJ - Ineos Grenadiers - Intermarché-Circus-Wanty - Jumbo-Visma - Movistar Team - Soudal Quick-Step - Arkéa-Samsic - Team DSM - Team Jayco AlUla - Trek-Segafredo - UAE Team Emirates ProTeams (7)- Bingoal WB - Human Powered Health - Israel-Premier Tech - Lotto Dstny - Team Flanders-Baloise - TotalEnergies - Uno-X Pro Cycling Team |
| |

### Parcours
Avec 260,9 kilomètres, il s'agit de l'édition la plus longue depuis 1989.

## Déroulement de la course
Disputée sous des conditions difficiles de pluie et de vent, la course se joue lors de le deuxième ascension du Mont Kemmel à 52 kilomètres du terme. Les coéquipiers de l'équipe Jumbo-Visma Wout van Aert et Christophe Laporte faussent compagnie au reste du peloton. Le duo creuse progressivement un écart substantiel sur ses poursuivants et se présente ensemble à Wevelgem où Laporte s'impose sans sprinter avec l'aval de Van Aert.

## Classements

### Classement final
| \| Classement général \| Classement général \| Classement général \| Classement général \| Classement général \| \| Coureur \| Coureur \| Pays \| Équipe \| Temps \| \| ------------------ \| ------------------ \| ------------------ \| ------------------- \| ------------------ \| \| 1er \| Christophe Laporte \| France \| Jumbo-Visma \| 5 h 49 min 39 s \| \| 2e \| Wout van Aert \| Belgique \| Jumbo-Visma \| + 0 s \| \| 3e \| Sep Vanmarcke \| Belgique \| Israel-Premier Tech \| + 1 min 56 s \| \| 4e \| Frederik Frison \| Belgique \| Lotto Dstny \| + 1 min 56 s \| \| 5e \| Mads Pedersen \| Danemark \| Trek-Segafredo \| + 1 min 56 s \| \| 6e \| Mikkel Bjerg \| Danemark \| UAE Team Emirates \| + 1 min 56 s \| \| 7e \| Alexis Renard \| France \| Cofidis \| + 2 min 04 s \| \| 8e \| Olav Kooij \| Pays-Bas \| Jumbo-Visma \| + 2 min 04 s \| \| 9e \| Danny van Poppel \| Pays-Bas \| Bora-Hansgrohe \| + 2 min 04 s \| \| 10e \| Daniel McLay \| Royaume-Uni \| Arkéa-Samsic \| + 2 min 04 s \| |                    |             |                     |                 |
| |                    |             |                     |                 |
| Source : ProCyclingStats |                    |             |                     |                 |
| Classement général |                    |             |                     |                 |
| Coureur | Coureur            | Pays        | Équipe              | Temps           |
| 1er | Christophe Laporte | France      | Jumbo-Visma         | 5 h 49 min 39 s |
| 2e | Wout van Aert      | Belgique    | Jumbo-Visma         | + 0 s           |
| 3e | Sep Vanmarcke      | Belgique    | Israel-Premier Tech | + 1 min 56 s    |
| 4e | Frederik Frison    | Belgique    | Lotto Dstny         | + 1 min 56 s    |
| 5e | Mads Pedersen      | Danemark    | Trek-Segafredo      | + 1 min 56 s    |
| 6e | Mikkel Bjerg       | Danemark    | UAE Team Emirates   | + 1 min 56 s    |
| 7e | Alexis Renard      | France      | Cofidis             | + 2 min 04 s    |
| 8e | Olav Kooij         | Pays-Bas    | Jumbo-Visma         | + 2 min 04 s    |
| 9e | Danny van Poppel   | Pays-Bas    | Bora-Hansgrohe      | + 2 min 04 s    |
| 10e | Daniel McLay       | Royaume-Uni | Arkéa-Samsic        | + 2 min 04 s    |

### Classement UCI
La course attribue des points au Classement mondial UCI 2023 selon le barème suivant :
| Position           | 1er | 2e  | 3e  | 4e  | 5e  | 6e  | 7e  | 8e  | 9e  | 10e | 11e | 12e | 13e | 14e | 15e | 16e à 20e | 21e à 30e | 31e à 50e | 51e à 55e | 56e à 60e |
| Classement général | 500 | 400 | 325 | 275 | 225 | 175 | 150 | 125 | 100 | 85  | 70  | 60  | 50  | 40  | 35  | 30        | 20        | 10        | 5         | 3         |

## Liste des participants
| Légende | Légende                                                                    | Légende | Légende                                                    |
| ------- | -------------------------------------------------------------------------- | ------- | ---------------------------------------------------------- |
| Num     | Dossard de départ porté par le coureur sur ce Gand-Wevelgem                | Pos     | Position à l'arrivée de la course                          |
|         | Indique un maillot de champion national ou mondial, suivi de sa spécialité | NP      | Indique un coureur qui n'a pas pris le départ de la course |
| AB      | Indique un coureur qui n'a pas terminé la course                           | HD      | Indique un coureur qui a terminé la course hors des délais |

| Intermarché-Circus-Wanty ICW | Intermarché-Circus-Wanty ICW | Intermarché-Circus-Wanty ICW |
| ---------------------------- | ---------------------------- | ---------------------------- |
| Num                          | Coureur                      | Pos                          |
| 1                            | Biniam Girmay (ERI)          | 97e                          |
| 2                            | Baptiste Planckaert (BEL)    | AB                           |
| 3                            | Laurenz Rex (BEL)            | 45e                          |
| 4                            | Hugo Page (FRA)              | AB                           |
| 5                            | Boy van Poppel (NED)         | AB                           |
| 6                            | Mike Teunissen (NED)         | 91e                          |
| 7                            | Taco van der Hoorn (NED)     | AB                           |

| Soudal Quick-Step SOQ | Soudal Quick-Step SOQ          | Soudal Quick-Step SOQ |
| --------------------- | ------------------------------ | --------------------- |
| Num                   | Coureur                        | Pos                   |
| 11                    | Tim Merlier (BEL) (route)      | 14e                   |
| 12                    | Yves Lampaert (BEL)            | 67e                   |
| 13                    | Kasper Asgreen (DEN)           | 93e                   |
| 14                    | Fabio Jakobsen (NED) (route)   | AB                    |
| 15                    | Tim Declercq (BEL)             | AB                    |
| 16                    | Florian Sénéchal (FRA) (route) | 27e                   |
| 17                    | Bert Van Lerberghe (BEL)       | 28e                   |

| Alpecin-Deceuninck ADC | Alpecin-Deceuninck ADC     | Alpecin-Deceuninck ADC |
| ---------------------- | -------------------------- | ---------------------- |
| Num                    | Coureur                    | Pos                    |
| 21                     | Jasper Philipsen (BEL)     | AB                     |
| 22                     | Silvan Dillier (SUI)       | 90e                    |
| 23                     | Robbe Ghys (BEL)           | 96e                    |
| 24                     | Søren Kragh Andersen (DEN) | 68e                    |
| 25                     | Alexander Krieger (GER)    | 76e                    |
| 26                     | Maurice Ballerstedt (GER)  | AB                     |
| 27                     | Gianni Vermeersch (BEL)    | 24e                    |

| Jumbo-Visma TJV | Jumbo-Visma TJV            | Jumbo-Visma TJV |
| --------------- | -------------------------- | --------------- |
| Num             | Coureur                    | Pos             |
| 31              | Wout van Aert (BEL)        | 2e              |
| 32              | Christophe Laporte (FRA)   | 1er             |
| 33              | Olav Kooij (NED)           | 8e              |
| 34              | Timo Roosen (NED)          | 81e             |
| 35              | Tim van Dijke (NED)        | 77e             |
| 36              | Jos van Emden (NED)        | AB              |
| 37              | Nathan Van Hooydonck (BEL) | 16e             |

| AG2R Citroën Team ACT | AG2R Citroën Team ACT     | AG2R Citroën Team ACT |
| --------------------- | ------------------------- | --------------------- |
| Num                   | Coureur                   | Pos                   |
| 41                    | Greg Van Avermaet (BEL)   | 85e                   |
| 42                    | Pierre Gautherat (FRA)    | 34e                   |
| 43                    | Lawrence Naesen (BEL)     | AB                    |
| 44                    | Oliver Naesen (BEL)       | 18e                   |
| 45                    | Valentin Retailleau (FRA) | 40e                   |
| 46                    | Damien Touzé (FRA)        | AB                    |
| 47                    | Stan Dewulf (BEL)         | 74e                   |

| Trek-Segafredo TFS | Trek-Segafredo TFS   | Trek-Segafredo TFS |
| ------------------ | -------------------- | ------------------ |
| Num                | Coureur              | Pos                |
| 51                 | Jasper Stuyven (BEL) | 36e                |
| 52                 | Toms Skujiņš (LAT)   | 51e                |
| 53                 | Daan Hoole (NED)     | 98e                |
| 54                 | Alex Kirsch (LUX)    | 26e                |
| 55                 | Mads Pedersen (DEN)  | 5e                 |
| 56                 | Otto Vergaerde (BEL) | NP                 |
| 57                 | Edward Theuns (BEL)  | 94e                |

| Astana Qazaqstan Team AST | Astana Qazaqstan Team AST     | Astana Qazaqstan Team AST |
| ------------------------- | ----------------------------- | ------------------------- |
| Num                       | Coureur                       | Pos                       |
| 61                        | Mark Cavendish (GBR) (route)  | NP                        |
| 62                        | Yevgeniy Gidich (KAZ) (route) | AB                        |
| 63                        | Leonardo Basso (ITA)          | AB                        |
| 64                        | Yevgeniy Fedorov (KAZ)        | 58e                       |
| 65                        | Dmitriy Gruzdev (KAZ)         | 78e                       |
| 66                        | Davide Martinelli (ITA)       | AB                        |
| 67                        | Gleb Syritsa                  | 46e                       |

| Bahrain Victorious TBV | Bahrain Victorious TBV | Bahrain Victorious TBV |
| ---------------------- | ---------------------- | ---------------------- |
| Num                    | Coureur                | Pos                    |
| 71                     | Matej Mohorič (SLO)    | 43e                    |
| 72                     | Kamil Gradek (POL)     | AB                     |
| 73                     | Jonathan Milan (ITA)   | AB                     |
| 74                     | Nikias Arndt (GER)     | 19e                    |
| 75                     | Andrea Pasqualon (ITA) | 49e                    |
| 76                     | Filip Maciejuk (POL)   | AB                     |
| 77                     | Fred Wright (GBR)      | 23e                    |

| Bora-Hansgrohe BOH | Bora-Hansgrohe BOH        | Bora-Hansgrohe BOH |
| ------------------ | ------------------------- | ------------------ |
| Num                | Coureur                   | Pos                |
| 81                 | Sam Bennett (IRL)         | AB                 |
| 82                 | Marco Haller (AUT)        | 39e                |
| 83                 | Shane Archbold (NZL)      | AB                 |
| 84                 | Jordi Meeus (BEL)         | AB                 |
| 85                 | Ryan Mullen (IRL)         | AB                 |
| 86                 | Nils Politt (GER) (route) | 20e                |
| 87                 | Danny van Poppel (NED)    | 9e                 |

| Cofidis COF | Cofidis COF            | Cofidis COF |
| ----------- | ---------------------- | ----------- |
| Num         | Coureur                | Pos         |
| 91          | Piet Allegaert (BEL)   | 35e         |
| 92          | Simone Consonni (ITA)  | AB          |
| 93          | Wesley Kreder (NED)    | 73e         |
| 94          | Christophe Noppe (BEL) | 31e         |
| 95          | Max Walscheid (GER)    | 82e         |
| 96          | Alexis Renard (FRA)    | 7e          |
| 97          | Jelle Wallays (BEL)    | AB          |

| EF Education-EasyPost EFE | EF Education-EasyPost EFE | EF Education-EasyPost EFE |
| ------------------------- | ------------------------- | ------------------------- |
| Num                       | Coureur                   | Pos                       |
| 101                       | Alberto Bettiol (ITA)     | AB                        |
| 102                       | Stefan Bissegger (SUI)    | 64e                       |
| 103                       | Owain Doull (GBR)         | 57e                       |
| 104                       | Marijn van den Berg (NED) | 37e                       |
| 105                       | Jonas Rutsch (GER)        | 30e                       |
| 106                       | Thomas Scully (NZL)       | AB                        |
| 107                       | Łukasz Wiśniowski (POL)   | AB                        |

| Groupama-FDJ GFC | Groupama-FDJ GFC      | Groupama-FDJ GFC |
| ---------------- | --------------------- | ---------------- |
| Num              | Coureur               | Pos              |
| 111              | Arnaud Démare (FRA)   | 79e              |
| 112              | Lewis Askey (GBR)     | 59e              |
| 113              | Stefan Küng (SUI)     | 52e              |
| 114              | Olivier Le Gac (FRA)  | 54e              |
| 115              | Fabian Lienhard (SUI) | 33e              |
| 116              | Jake Stewart (GBR)    | AB               |
| 117              | Samuel Watson (GBR)   | 47e              |

| Ineos Grenadiers IGD | Ineos Grenadiers IGD     | Ineos Grenadiers IGD |
| -------------------- | ------------------------ | -------------------- |
| Num                  | Coureur                  | Pos                  |
| 121                  | Filippo Ganna (ITA)      | AB                   |
| 122                  | Kim Heiduk (GER)         | 75e                  |
| 123                  | Michał Kwiatkowski (POL) | AB                   |
| 124                  | Jhonatan Narváez (ECU)   | 13e                  |
| 125                  | Magnus Sheffield (USA)   | 38e                  |
| 126                  | Connor Swift (GBR)       | AB                   |
| 127                  | Ben Turner (GBR)         | 53e                  |

| Movistar Team MOV | Movistar Team MOV         | Movistar Team MOV |
| ----------------- | ------------------------- | ----------------- |
| Num               | Coureur                   | Pos               |
| 131               | Fernando Gaviria (COL)    | AB                |
| 132               | Iván García Cortina (ESP) | AB                |
| 134               | Johan Jacobs (SUI)        | 60e               |
| 135               | Mathias Norsgaard (DEN)   | AB                |
| 136               | Lluís Mas (ESP)           | AB                |
| 137               | Iván Romeo (ESP)          | AB                |

| Arkéa-Samsic ARK | Arkéa-Samsic ARK      | Arkéa-Samsic ARK |
| ---------------- | --------------------- | ---------------- |
| Num              | Coureur               | Pos              |
| 141              | Kévin Ledanois (FRA)  | AB               |
| 142              | Andrii Ponomar (UKR)  | NP               |
| 143              | David Dekker (NED)    | 92e              |
| 144              | Jenthe Biermans (BEL) | 87e              |
| 145              | Daniel McLay (GBR)    | 10e              |
| 146              | Luca Mozzato (ITA)    | 29e              |
| 147              | Clément Russo (FRA)   | AB               |

| Team DSM DSM | Team DSM DSM               | Team DSM DSM |
| ------------ | -------------------------- | ------------ |
| Num          | Coureur                    | Pos          |
| 151          | John Degenkolb (GER)       | 12e          |
| 152          | Sean Flynn (GBR)           | AB           |
| 153          | Pavel Bittner (CZE)        | AB           |
| 154          | Tobias Lund Andresen (DEN) | AB           |
| 155          | Nils Eekhoff (NED)         | AB           |
| 156          | Casper van Uden (NED)      | AB           |
| 157          | Kevin Vermaerke (USA)      | AB           |

| Team Jayco AlUla JAY | Team Jayco AlUla JAY    | Team Jayco AlUla JAY |
| -------------------- | ----------------------- | -------------------- |
| Num                  | Coureur                 | Pos                  |
| 161                  | Dylan Groenewegen (NED) | 44e                  |
| 162                  | Luka Mezgec (SLO)       | 86e                  |
| 163                  | Luke Durbridge (AUS)    | 62e                  |
| 164                  | Elmar Reinders (NED)    | 63e                  |
| 165                  | Campbell Stewart (NZL)  | AB                   |
| 166                  | Zdeněk Štybar (CZE)     | 84e                  |
| 167                  | Kelland O'Brien (AUS)   | 89e                  |

| UAE Team Emirates UAD | UAE Team Emirates UAD      | UAE Team Emirates UAD |
| --------------------- | -------------------------- | --------------------- |
| Num                   | Coureur                    | Pos                   |
| 171                   | Tim Wellens (BEL)          | 61e                   |
| 172                   | Pascal Ackermann (GER)     | 11e                   |
| 173                   | Matteo Trentin (ITA)       | 21e                   |
| 174                   | Vegard Stake Laengen (NOR) | AB                    |
| 175                   | Felix Groß (GER)           | AB                    |
| 176                   | Rui Oliveira (POR)         | AB                    |
| 177                   | Mikkel Bjerg (DEN)         | 6e                    |

| Lotto Dstny LTD | Lotto Dstny LTD          | Lotto Dstny LTD |
| --------------- | ------------------------ | --------------- |
| Num             | Coureur                  | Pos             |
| 181             | Arnaud De Lie (BEL)      | 42e             |
| 182             | Caleb Ewan (AUS)         | 66e             |
| 183             | Cédric Beullens (BEL)    | 71e             |
| 184             | Jasper De Buyst (BEL)    | 95e             |
| 185             | Frederik Frison (BEL)    | 4e              |
| 186             | Brent Van Moer (BEL)     | 22e             |
| 187             | Florian Vermeersch (BEL) | 17e             |

| Team Flanders-Baloise TFB | Team Flanders-Baloise TFB | Team Flanders-Baloise TFB |
| ------------------------- | ------------------------- | ------------------------- |
| Num                       | Coureur                   | Pos                       |
| 191                       | Ruben Apers (BEL)         | AB                        |
| 193                       | Vito Braet (BEL)          | 50e                       |
| 194                       | Alex Colman (BEL)         | AB                        |
| 195                       | Sander De Pestel (BEL)    | AB                        |
| 196                       | Milan Fretin (BEL)        | AB                        |
| 197                       | Jules Hesters (BEL)       | AB                        |
| 198                       | Aaron Van Poucke (BEL)    | AB                        |

| Bingoal WB BWB | Bingoal WB BWB                 | Bingoal WB BWB |
| -------------- | ------------------------------ | -------------- |
| Num            | Coureur                        | Pos            |
| 201            | Louis Blouwe (BEL)             | AB             |
| 202            | Dorian De Maeght (BEL)         | AB             |
| 203            | Ludovic Robeet (BEL)           | 88e            |
| 204            | Cériel Desal (BEL)             | 70e            |
| 205            | Luca Van Boven (BEL)           | AB             |
| 206            | Guillaume Van Keirsbulck (BEL) | 65e            |
| 207            | Julian Mertens (BEL)           | AB             |

| Human Powered Health HPM | Human Powered Health HPM    | Human Powered Health HPM |
| ------------------------ | --------------------------- | ------------------------ |
| Num                      | Coureur                     | Pos                      |
| 211                      | Stephen Bassett (USA)       | AB                       |
| 212                      | Adam de Vos (CAN)           | AB                       |
| 213                      | Colin Joyce (USA)           | 80e                      |
| 214                      | Bart Lemmen (NED)           | AB                       |
| 215                      | Benjamin Perry (CAN)        | NP                       |
| 216                      | Sebastian Schönberger (AUT) | AB                       |
| 217                      | Gijs Van Hoecke (BEL)       | AB                       |

| Israel-Premier Tech IPT | Israel-Premier Tech IPT | Israel-Premier Tech IPT |
| ----------------------- | ----------------------- | ----------------------- |
| Num                     | Coureur                 | Pos                     |
| 221                     | Sep Vanmarcke (BEL)     | 3e                      |
| 222                     | Hugo Houle (CAN)        | NP                      |
| 223                     | Derek Gee (CAN)         | AB                      |
| 224                     | Jens Reynders (BEL)     | 72e                     |
| 225                     | Tom Van Asbroeck (BEL)  | 41e                     |
| 226                     | Guy Sagiv (ISR)         | AB                      |
| 227                     | Rick Zabel (GER)        | NP                      |

| Uno-X Pro Cycling Team UXT | Uno-X Pro Cycling Team UXT   | Uno-X Pro Cycling Team UXT |
| -------------------------- | ---------------------------- | -------------------------- |
| Num                        | Coureur                      | Pos                        |
| 231                        | Alexander Kristoff (NOR)     | 69e                        |
| 232                        | Louis Bendixen (DEN)         | AB                         |
| 233                        | Martin Bugge Urianstad (NOR) | 55e                        |
| 234                        | Erik Nordsæter Resell (NOR)  | 56e                        |
| 235                        | Søren Wærenskjold (NOR)      | 25e                        |
| 236                        | William Blume Levy (DEN)     | AB                         |
| 237                        | Rasmus Tiller (NOR) (route)  | 15e                        |

| TotalEnergies TEN | TotalEnergies TEN          | TotalEnergies TEN |
| ----------------- | -------------------------- | ----------------- |
| Num               | Coureur                    | Pos               |
| 241               | Peter Sagan (SVK) (route)  | 83e               |
| 242               | Edvald Boasson Hagen (NOR) | AB                |
| 243               | Daniel Oss (ITA)           | AB                |
| 244               | Sandy Dujardin (FRA)       | AB                |
| 245               | Geoffrey Soupe (FRA)       | AB                |
| 246               | Anthony Turgis (FRA)       | 32e               |
| 247               | Dries Van Gestel (BEL)     | 48e               |

| Intermarché-Circus-Wanty ICW | Intermarché-Circus-Wanty ICW | Intermarché-Circus-Wanty ICW |
| ---------------------------- | ---------------------------- | ---------------------------- |
| Num                          | Coureur                      | Pos                          |
| 1                            | Biniam Girmay (ERI)          | 97e                          |
| 2                            | Baptiste Planckaert (BEL)    | AB                           |
| 3                            | Laurenz Rex (BEL)            | 45e                          |
| 4                            | Hugo Page (FRA)              | AB                           |
| 5                            | Boy van Poppel (NED)         | AB                           |
| 6                            | Mike Teunissen (NED)         | 91e                          |
| 7                            | Taco van der Hoorn (NED)     | AB                           |

| Soudal Quick-Step SOQ | Soudal Quick-Step SOQ          | Soudal Quick-Step SOQ |
| --------------------- | ------------------------------ | --------------------- |
| Num                   | Coureur                        | Pos                   |
| 11                    | Tim Merlier (BEL) (route)      | 14e                   |
| 12                    | Yves Lampaert (BEL)            | 67e                   |
| 13                    | Kasper Asgreen (DEN)           | 93e                   |
| 14                    | Fabio Jakobsen (NED) (route)   | AB                    |
| 15                    | Tim Declercq (BEL)             | AB                    |
| 16                    | Florian Sénéchal (FRA) (route) | 27e                   |
| 17                    | Bert Van Lerberghe (BEL)       | 28e                   |

| Alpecin-Deceuninck ADC | Alpecin-Deceuninck ADC     | Alpecin-Deceuninck ADC |
| ---------------------- | -------------------------- | ---------------------- |
| Num                    | Coureur                    | Pos                    |
| 21                     | Jasper Philipsen (BEL)     | AB                     |
| 22                     | Silvan Dillier (SUI)       | 90e                    |
| 23                     | Robbe Ghys (BEL)           | 96e                    |
| 24                     | Søren Kragh Andersen (DEN) | 68e                    |
| 25                     | Alexander Krieger (GER)    | 76e                    |
| 26                     | Maurice Ballerstedt (GER)  | AB                     |
| 27                     | Gianni Vermeersch (BEL)    | 24e                    |

| Jumbo-Visma TJV | Jumbo-Visma TJV            | Jumbo-Visma TJV |
| --------------- | -------------------------- | --------------- |
| Num             | Coureur                    | Pos             |
| 31              | Wout van Aert (BEL)        | 2e              |
| 32              | Christophe Laporte (FRA)   | 1er             |
| 33              | Olav Kooij (NED)           | 8e              |
| 34              | Timo Roosen (NED)          | 81e             |
| 35              | Tim van Dijke (NED)        | 77e             |
| 36              | Jos van Emden (NED)        | AB              |
| 37              | Nathan Van Hooydonck (BEL) | 16e             |

| AG2R Citroën Team ACT | AG2R Citroën Team ACT     | AG2R Citroën Team ACT |
| --------------------- | ------------------------- | --------------------- |
| Num                   | Coureur                   | Pos                   |
| 41                    | Greg Van Avermaet (BEL)   | 85e                   |
| 42                    | Pierre Gautherat (FRA)    | 34e                   |
| 43                    | Lawrence Naesen (BEL)     | AB                    |
| 44                    | Oliver Naesen (BEL)       | 18e                   |
| 45                    | Valentin Retailleau (FRA) | 40e                   |
| 46                    | Damien Touzé (FRA)        | AB                    |
| 47                    | Stan Dewulf (BEL)         | 74e                   |

| Trek-Segafredo TFS | Trek-Segafredo TFS   | Trek-Segafredo TFS |
| ------------------ | -------------------- | ------------------ |
| Num                | Coureur              | Pos                |
| 51                 | Jasper Stuyven (BEL) | 36e                |
| 52                 | Toms Skujiņš (LAT)   | 51e                |
| 53                 | Daan Hoole (NED)     | 98e                |
| 54                 | Alex Kirsch (LUX)    | 26e                |
| 55                 | Mads Pedersen (DEN)  | 5e                 |
| 56                 | Otto Vergaerde (BEL) | NP                 |
| 57                 | Edward Theuns (BEL)  | 94e                |

| Astana Qazaqstan Team AST | Astana Qazaqstan Team AST     | Astana Qazaqstan Team AST |
| ------------------------- | ----------------------------- | ------------------------- |
| Num                       | Coureur                       | Pos                       |
| 61                        | Mark Cavendish (GBR) (route)  | NP                        |
| 62                        | Yevgeniy Gidich (KAZ) (route) | AB                        |
| 63                        | Leonardo Basso (ITA)          | AB                        |
| 64                        | Yevgeniy Fedorov (KAZ)        | 58e                       |
| 65                        | Dmitriy Gruzdev (KAZ)         | 78e                       |
| 66                        | Davide Martinelli (ITA)       | AB                        |
| 67                        | Gleb Syritsa                  | 46e                       |

| Bahrain Victorious TBV | Bahrain Victorious TBV | Bahrain Victorious TBV |
| ---------------------- | ---------------------- | ---------------------- |
| Num                    | Coureur                | Pos                    |
| 71                     | Matej Mohorič (SLO)    | 43e                    |
| 72                     | Kamil Gradek (POL)     | AB                     |
| 73                     | Jonathan Milan (ITA)   | AB                     |
| 74                     | Nikias Arndt (GER)     | 19e                    |
| 75                     | Andrea Pasqualon (ITA) | 49e                    |
| 76                     | Filip Maciejuk (POL)   | AB                     |
| 77                     | Fred Wright (GBR)      | 23e                    |

| Bora-Hansgrohe BOH | Bora-Hansgrohe BOH        | Bora-Hansgrohe BOH |
| ------------------ | ------------------------- | ------------------ |
| Num                | Coureur                   | Pos                |
| 81                 | Sam Bennett (IRL)         | AB                 |
| 82                 | Marco Haller (AUT)        | 39e                |
| 83                 | Shane Archbold (NZL)      | AB                 |
| 84                 | Jordi Meeus (BEL)         | AB                 |
| 85                 | Ryan Mullen (IRL)         | AB                 |
| 86                 | Nils Politt (GER) (route) | 20e                |
| 87                 | Danny van Poppel (NED)    | 9e                 |

| Cofidis COF | Cofidis COF            | Cofidis COF |
| ----------- | ---------------------- | ----------- |
| Num         | Coureur                | Pos         |
| 91          | Piet Allegaert (BEL)   | 35e         |
| 92          | Simone Consonni (ITA)  | AB          |
| 93          | Wesley Kreder (NED)    | 73e         |
| 94          | Christophe Noppe (BEL) | 31e         |
| 95          | Max Walscheid (GER)    | 82e         |
| 96          | Alexis Renard (FRA)    | 7e          |
| 97          | Jelle Wallays (BEL)    | AB          |

| EF Education-EasyPost EFE | EF Education-EasyPost EFE | EF Education-EasyPost EFE |
| ------------------------- | ------------------------- | ------------------------- |
| Num                       | Coureur                   | Pos                       |
| 101                       | Alberto Bettiol (ITA)     | AB                        |
| 102                       | Stefan Bissegger (SUI)    | 64e                       |
| 103                       | Owain Doull (GBR)         | 57e                       |
| 104                       | Marijn van den Berg (NED) | 37e                       |
| 105                       | Jonas Rutsch (GER)        | 30e                       |
| 106                       | Thomas Scully (NZL)       | AB                        |
| 107                       | Łukasz Wiśniowski (POL)   | AB                        |

| Groupama-FDJ GFC | Groupama-FDJ GFC      | Groupama-FDJ GFC |
| ---------------- | --------------------- | ---------------- |
| Num              | Coureur               | Pos              |
| 111              | Arnaud Démare (FRA)   | 79e              |
| 112              | Lewis Askey (GBR)     | 59e              |
| 113              | Stefan Küng (SUI)     | 52e              |
| 114              | Olivier Le Gac (FRA)  | 54e              |
| 115              | Fabian Lienhard (SUI) | 33e              |
| 116              | Jake Stewart (GBR)    | AB               |
| 117              | Samuel Watson (GBR)   | 47e              |

| Ineos Grenadiers IGD | Ineos Grenadiers IGD     | Ineos Grenadiers IGD |
| -------------------- | ------------------------ | -------------------- |
| Num                  | Coureur                  | Pos                  |
| 121                  | Filippo Ganna (ITA)      | AB                   |
| 122                  | Kim Heiduk (GER)         | 75e                  |
| 123                  | Michał Kwiatkowski (POL) | AB                   |
| 124                  | Jhonatan Narváez (ECU)   | 13e                  |
| 125                  | Magnus Sheffield (USA)   | 38e                  |
| 126                  | Connor Swift (GBR)       | AB                   |
| 127                  | Ben Turner (GBR)         | 53e                  |

| Movistar Team MOV | Movistar Team MOV         | Movistar Team MOV |
| ----------------- | ------------------------- | ----------------- |
| Num               | Coureur                   | Pos               |
| 131               | Fernando Gaviria (COL)    | AB                |
| 132               | Iván García Cortina (ESP) | AB                |
| 134               | Johan Jacobs (SUI)        | 60e               |
| 135               | Mathias Norsgaard (DEN)   | AB                |
| 136               | Lluís Mas (ESP)           | AB                |
| 137               | Iván Romeo (ESP)          | AB                |

| Arkéa-Samsic ARK | Arkéa-Samsic ARK      | Arkéa-Samsic ARK |
| ---------------- | --------------------- | ---------------- |
| Num              | Coureur               | Pos              |
| 141              | Kévin Ledanois (FRA)  | AB               |
| 142              | Andrii Ponomar (UKR)  | NP               |
| 143              | David Dekker (NED)    | 92e              |
| 144              | Jenthe Biermans (BEL) | 87e              |
| 145              | Daniel McLay (GBR)    | 10e              |
| 146              | Luca Mozzato (ITA)    | 29e              |
| 147              | Clément Russo (FRA)   | AB               |

| Team DSM DSM | Team DSM DSM               | Team DSM DSM |
| ------------ | -------------------------- | ------------ |
| Num          | Coureur                    | Pos          |
| 151          | John Degenkolb (GER)       | 12e          |
| 152          | Sean Flynn (GBR)           | AB           |
| 153          | Pavel Bittner (CZE)        | AB           |
| 154          | Tobias Lund Andresen (DEN) | AB           |
| 155          | Nils Eekhoff (NED)         | AB           |
| 156          | Casper van Uden (NED)      | AB           |
| 157          | Kevin Vermaerke (USA)      | AB           |

| Team Jayco AlUla JAY | Team Jayco AlUla JAY    | Team Jayco AlUla JAY |
| -------------------- | ----------------------- | -------------------- |
| Num                  | Coureur                 | Pos                  |
| 161                  | Dylan Groenewegen (NED) | 44e                  |
| 162                  | Luka Mezgec (SLO)       | 86e                  |
| 163                  | Luke Durbridge (AUS)    | 62e                  |
| 164                  | Elmar Reinders (NED)    | 63e                  |
| 165                  | Campbell Stewart (NZL)  | AB                   |
| 166                  | Zdeněk Štybar (CZE)     | 84e                  |
| 167                  | Kelland O'Brien (AUS)   | 89e                  |

| UAE Team Emirates UAD | UAE Team Emirates UAD      | UAE Team Emirates UAD |
| --------------------- | -------------------------- | --------------------- |
| Num                   | Coureur                    | Pos                   |
| 171                   | Tim Wellens (BEL)          | 61e                   |
| 172                   | Pascal Ackermann (GER)     | 11e                   |
| 173                   | Matteo Trentin (ITA)       | 21e                   |
| 174                   | Vegard Stake Laengen (NOR) | AB                    |
| 175                   | Felix Groß (GER)           | AB                    |
| 176                   | Rui Oliveira (POR)         | AB                    |
| 177                   | Mikkel Bjerg (DEN)         | 6e                    |

| Lotto Dstny LTD | Lotto Dstny LTD          | Lotto Dstny LTD |
| --------------- | ------------------------ | --------------- |
| Num             | Coureur                  | Pos             |
| 181             | Arnaud De Lie (BEL)      | 42e             |
| 182             | Caleb Ewan (AUS)         | 66e             |
| 183             | Cédric Beullens (BEL)    | 71e             |
| 184             | Jasper De Buyst (BEL)    | 95e             |
| 185             | Frederik Frison (BEL)    | 4e              |
| 186             | Brent Van Moer (BEL)     | 22e             |
| 187             | Florian Vermeersch (BEL) | 17e             |

| Team Flanders-Baloise TFB | Team Flanders-Baloise TFB | Team Flanders-Baloise TFB |
| ------------------------- | ------------------------- | ------------------------- |
| Num                       | Coureur                   | Pos                       |
| 191                       | Ruben Apers (BEL)         | AB                        |
| 193                       | Vito Braet (BEL)          | 50e                       |
| 194                       | Alex Colman (BEL)         | AB                        |
| 195                       | Sander De Pestel (BEL)    | AB                        |
| 196                       | Milan Fretin (BEL)        | AB                        |
| 197                       | Jules Hesters (BEL)       | AB                        |
| 198                       | Aaron Van Poucke (BEL)    | AB                        |

| Bingoal WB BWB | Bingoal WB BWB                 | Bingoal WB BWB |
| -------------- | ------------------------------ | -------------- |
| Num            | Coureur                        | Pos            |
| 201            | Louis Blouwe (BEL)             | AB             |
| 202            | Dorian De Maeght (BEL)         | AB             |
| 203            | Ludovic Robeet (BEL)           | 88e            |
| 204            | Cériel Desal (BEL)             | 70e            |
| 205            | Luca Van Boven (BEL)           | AB             |
| 206            | Guillaume Van Keirsbulck (BEL) | 65e            |
| 207            | Julian Mertens (BEL)           | AB             |

| Human Powered Health HPM | Human Powered Health HPM    | Human Powered Health HPM |
| ------------------------ | --------------------------- | ------------------------ |
| Num                      | Coureur                     | Pos                      |
| 211                      | Stephen Bassett (USA)       | AB                       |
| 212                      | Adam de Vos (CAN)           | AB                       |
| 213                      | Colin Joyce (USA)           | 80e                      |
| 214                      | Bart Lemmen (NED)           | AB                       |
| 215                      | Benjamin Perry (CAN)        | NP                       |
| 216                      | Sebastian Schönberger (AUT) | AB                       |
| 217                      | Gijs Van Hoecke (BEL)       | AB                       |

| Israel-Premier Tech IPT | Israel-Premier Tech IPT | Israel-Premier Tech IPT |
| ----------------------- | ----------------------- | ----------------------- |
| Num                     | Coureur                 | Pos                     |
| 221                     | Sep Vanmarcke (BEL)     | 3e                      |
| 222                     | Hugo Houle (CAN)        | NP                      |
| 223                     | Derek Gee (CAN)         | AB                      |
| 224                     | Jens Reynders (BEL)     | 72e                     |
| 225                     | Tom Van Asbroeck (BEL)  | 41e                     |
| 226                     | Guy Sagiv (ISR)         | AB                      |
| 227                     | Rick Zabel (GER)        | NP                      |

| Uno-X Pro Cycling Team UXT | Uno-X Pro Cycling Team UXT   | Uno-X Pro Cycling Team UXT |
| -------------------------- | ---------------------------- | -------------------------- |
| Num                        | Coureur                      | Pos                        |
| 231                        | Alexander Kristoff (NOR)     | 69e                        |
| 232                        | Louis Bendixen (DEN)         | AB                         |
| 233                        | Martin Bugge Urianstad (NOR) | 55e                        |
| 234                        | Erik Nordsæter Resell (NOR)  | 56e                        |
| 235                        | Søren Wærenskjold (NOR)      | 25e                        |
| 236                        | William Blume Levy (DEN)     | AB                         |
| 237                        | Rasmus Tiller (NOR) (route)  | 15e                        |

| TotalEnergies TEN | TotalEnergies TEN          | TotalEnergies TEN |
| ----------------- | -------------------------- | ----------------- |
| Num               | Coureur                    | Pos               |
| 241               | Peter Sagan (SVK) (route)  | 83e               |
| 242               | Edvald Boasson Hagen (NOR) | AB                |
| 243               | Daniel Oss (ITA)           | AB                |
| 244               | Sandy Dujardin (FRA)       | AB                |
| 245               | Geoffrey Soupe (FRA)       | AB                |
| 246               | Anthony Turgis (FRA)       | 32e               |
| 247               | Dries Van Gestel (BEL)     | 48e               |

## Diffusion TV
France : La chaîne L'Equipe, Eurosport